# سیارک ۸۳۷۰
سیارک ۸۳۷۰ (به انگلیسی: 8370 Vanlindt، نامگذاری:1991RK11) هشت هزار و سیصد و هفتادمین سیارک کشف شده‌است که در ۴ سپتامبر ۱۹۹۱ کشف شد.
قدر مطلق سیارک برابر ۲۶.۹ است.